# Papër
Papër es una localidad albanesa del condado de Elbasan. Se encuentra situada en el centro del país y desde 2015 está constituida como una unidad administrativa del municipio de Elbasan. A finales de 2011, el territorio de la actual unidad administrativa tenía 6348 habitantes.
La unidad administrativa incluye los pueblos de Papër, Vidhas, Broshke, Balldre, Murres, Valas, Lugaj, Pajun, Ullishtaj, Papër-Sollak, Vidhas-Asgjel, Bizhute y Jatesh.
Se ubica en la periferia noroccidental de Cërrik, a orillas del río Shkumbin.